# Цапарево
Цапаре́во (болг. Цапарево) — село в Благоєвградській області Болгарії. Входить до складу громади Струмяни.

## Населення
За даними перепису населення 2011 року у селі проживала 201 особа, усі — болгари.
Розподіл населення за віком у 2011 році:
Динаміка населення: